# Marc Faber (Fondsmanager)
Marc Faber (* 28. Februar 1946 in Zürich; heimatberechtigt in Trimbach) ist ein Schweizer Börsenexperte, Fondsmanager und Buchautor.

## Leben
Faber studierte Volks- und Betriebswirtschaft an der Universität Zürich. In Zürich wurde er neben seinem Studium auch noch Hochschulmeister im Skilauf. Faber wurde mit einer Dissertationsschrift zur Wirtschaftsgeschichte promoviert.
Von 1970 bis 1978 war er bei White Weld & Company in New York, Zürich und Hongkong tätig. Von 1978 bis Februar 1990 war er in Hongkong bei Drexel Burnham Lambert Managing Director. Nachdem Drexel Burnham Lambert zunächst wegen Insiderhandels, Kursmanipulation und Beihilfe zur Steuerhinterziehung angeklagt wurde und dann 1990 wegen Spekulationen mit Ramschanleihen Konkurs anmelden musste, gründete er die Investmentgesellschaft Marc Faber Ltd. mit Sitz in Hongkong.
Faber gilt als pessimistischer Börsenguru. Faber ist Herausgeber des Gloom Boom & Doom Reports. Er wird deshalb auch «Dr. Doom» genannt.
Faber vergleicht die von der Realwirtschaft entkoppelte Ökonomie mit einem immer weiter wachsenden Krebsgeschwür. Sie werde zum «ultimativen Zusammenbruch» führen, der die «Grundfesten unserer kapitalistischen Gesellschaft in Brand» setzen wird.
Marc Faber lebt mit seiner Frau in Chiang Mai, Thailand.

## Werke
- Zukunftsmarkt Asien. Die Entdeckung der asiatischen Märkte. 2003, FinanzBuch Verlag, ISBN 3-89879-046-0
- mit Nury Vittachi: Riding the Millennial Storm: Marc Faber's Path to Profit in the New Financial Markets. 1999, John Wiley & Sons (Asia) Pte Ltd, ISBN 0-471-83205-7
- The Gloom Boom & Doom Report (englisch), ISSN 1017-1371; deutsche Lizenzausgabe hrsg. v. Börse Inside Verlag, Übersetzung von Torang Sinaga, Endingen 2003 ff.,
- Tomorrow’s Gold – Asia’s Age of Discovery, CLSA Books, ISBN 962-86067-2-7